# UCI Asia Tour de 2006-2007
O UCI Asia Tour 2006-2007 foi a terceira edição do calendário ciclístico internacional asiático. Contou com 23 carreiras e iniciou-se a 22 de outubro de 2006 no Japão, com a Japan Cup e finalizou a 17 de setembro de 2007 também no Japão com o Tour de Hokkaido.
O ganhador a nível individual foi o iraniano Hossein Askari da equipa Giant Asia Racing Team. A Giant Asia foi o vencedor por equipas pela terceira vez consecutiva, enquanto por países o Irão conseguiu pela segunda vez a vitória.

## Calendário
Contou com as seguintes carreiras, tanto por etapas como de um dia.

### Outubro de 2006
| Data | Carreira  | Cat. | Ganhador       | Equipa do ganhador   |
| ---- | --------- | ---- | -------------- | -------------------- |
| 22   | Japan Cup | 1.1  | Riccardo Riccò | Saunier Duval-Prodir |

### Novembro de 2006
| Data     | Carreira        | Cat. | Ganhador          | Equipa do ganhador     |
| -------- | --------------- | ---- | ----------------- | ---------------------- |
| 12       | Tour de Okinawa | 1.2  | Takashi Miyazawa  | Cycle Racing Team Vang |
| 12 ao 17 | Tour de Hainan  | 2.2  | Sergey Kolesnikov | Omnibike Dynamo Moscou |

### Dezembro de 2006
| Data     | Carreira                        | Cat. | Ganhador             | Equipa do ganhador     |
| -------- | ------------------------------- | ---- | -------------------- | ---------------------- |
| 25 ao 30 | Tour do Mar da China Meridional | 2.2  | Alexander Khatuntsev | Omnibike Dynamo Moscou |

### Janeiro de 2007
| Data     | Carreira         | Cat. | Ganhador           | Equipa do ganhador    |
| -------- | ---------------- | ---- | ------------------ | --------------------- |
| 6 ao 12  | Jelajah Malaysia | 2.2  | Mahdi Sohrabi      |                       |
| 20 ao 25 | Tour de Siam     | 2.2  | Jai Crawford       |                       |
| 28 ao 2  | Tour de Catar    | 2.1  | Wilfried Cretskens | Quick Step-Innergetic |

### Fevereiro de 2007
| Data    | Carreira         | Cat. | Ganhador         | Equipa do ganhador |
| ------- | ---------------- | ---- | ---------------- | ------------------ |
| 2 ao 11 | Tour de Langkawi | 2.hc | Anthony Charteau | Crédit Agricole    |

### Março de 2007
| Data     | Carreira       | Cat. | Ganhador        | Equipa do ganhador             |
| -------- | -------------- | ---- | --------------- | ------------------------------ |
| 4 ao 8   | Taftan Tour    | 2.2  | Hossein Nateghi | Mes Kerman                     |
| 18 ao 24 | Tour de Taiwan | 2.2  | Shawn Milne     | Health Net presented by Maxxis |

### Abril de 2007
| Data     | Carreira    | Cat. | Ganhador      | Equipa do ganhador |
| -------- | ----------- | ---- | ------------- | ------------------ |
| 21 ao 27 | Kerman Tour | 2.2  | Pavel Nevdakh | Brisasport Turkiye |

### Maio de 2007
| Data     | Carreira           | Cat. | Ganhador              | Equipa do ganhador           |
| -------- | ------------------ | ---- | --------------------- | ---------------------------- |
| 20 ao 27 | Volta ao Japão     | 2.2  | Francesco Masciarelli | Acqua & Sapone-Caffè Mokambo |
| 22 ao 29 | Tour do Azerbaijão | 2.2  | Hossein Askari        | Giant Asia                   |

### Julho de 2007
| Data     | Carreira                   | Cat. | Ganhador           | Equipa do ganhador                        |
| -------- | -------------------------- | ---- | ------------------ | ----------------------------------------- |
| 4 ao 8   | Tour de Java Oriental      | 2.2  | Björn Glasner      | Regiostrom-Senges                         |
| 14 ao 22 | Volta ao Lago Qinghai      | 2.hc | Gabriele Missaglia | Serramenti PVC Diquigiovanni-Selle Italia |
| 29 ao 4  | Tour de Hong Kong Shanghai | 2.2  | James Meadley      | Jelly Belly Cycling                       |

### Agosto de 2007
| Data    | Carreira                                | Cat. | Ganhador             | Equipa do ganhador |
| ------- | --------------------------------------- | ---- | -------------------- | ------------------ |
| 4 e 5   | Melaka Chief Minister Cup               | 2.2  | Mohd Rauf Nur Nisbah |                    |
| 8 ao 14 | Tour de Milad du Nour                   | 2.2  | Ghader Mizbani       | Giant Asia         |
| 18 e 19 | Test event Road Cycling Beijing de 2008 | 2.2  | Cadel Evans          | Predictor-Lotto    |

### Setembro de 2007
| Data     | Carreira                           | Cat. | Ganhador         | Equipa do ganhador |
| -------- | ---------------------------------- | ---- | ---------------- | ------------------ |
| 1 ao 9   | Tour da Coreia                     | 2.2  | Sung Baek Park   |                    |
| 8        | Campeonato Asiático Contrarrelógio | CC   | Eugen Wacker     | Quirguistão        |
| 10       | Campeonato Asiático em Estrada     | CC   | Takashi Miyazawa | Japão              |
| 13 ao 17 | Tour de Hokkaido                   | 2.2  | Henri Werner     | Isaac              |

## Classificações

### Individual
| Posição | Ciclista           | Pontos |
| ------- | ------------------ | ------ |
| 1       | Hossein Askari     | 313    |
| 2       | Ghader Mizbani     | 300    |
| 3       | Takashi Miyazawa   | 233    |
| 4       | Sung Baek Park     | 202    |
| 5       | Mahdi Sohrabi      | 163    |
| 6       | Gabriele Missaglia | 152    |
| 7       | Yukiya Arashiro    | 146    |
| 8       | Ahad Kazemi        | 144    |
| 9       | Jai Crawford       | 129    |
| 10      | Alberto Loddo      | 126    |

### Equipas
| Posição | Equipa                                    | Pontos |
| ------- | ----------------------------------------- | ------ |
| 1       | Giant Asia                                | 908    |
| 2       | Nippo Corporation                         | 585    |
| 3       | Serramenti PVC Diquigiovanni-Selle Italia | 463    |
| 4       | Hong Kong Pro Cycling                     | 419    |
| 5       | Islamic Azad University                   | 308    |

### Países
| Posição | País        | Pontos |
| ------- | ----------- | ------ |
| 1       | Irão        | 1.337  |
| 2       | Japão       | 1.103  |
| 3       | Cazaquistão | 448    |
| 4       | Hong Kong   | 445    |
| 5       | Uzbequistão | 428    |

### Países sub-23
| Posição | País          | Pontos |
| ------- | ------------- | ------ |
| 1       | Coreia do Sul | 336    |
| 2       | Irão          | 238    |
| 3       | Malásia       | 184    |
| 4       | Japão         | 144    |
| 5       | Hong Kong     | 122    |